# Tessellana orina
Tessellana orina är en insektsart som först beskrevs av Burr 1899.  Tessellana orina ingår i släktet Tessellana och familjen vårtbitare. Inga underarter finns listade i Catalogue of Life.